# 조지 왕의 광기
《조지 왕의 광기》(The Madness Of King George)는 영국에서 제작된 니콜라스 하이트너 감독의 1994년 코미디, 드라마 영화이다. 나이젤 호손 등이 주연으로 출연하였고 스티븐 에반스 등이 제작에 참여하였다.

## 줄거리
1788년, 조지 3세 국왕의 정신 이상 발현은 ‘섭정 위기’를 불러일으켰고, 이는 토리당 총리 윌리엄 피트와 개혁 성향의 야당 지도자 찰스 제임스 폭스 사이의 권력 다툼으로 이어졌다.
처음에는 국왕의 행동이 다소 기이한 수준에 머물렀다. 그는 대영제국의 번영과 생산성에 깊은 관심을 보였고, 왕실 인사들의 가계에 대한 방대한 지식을 갖고 있었다. 또한 그는 아내 샬롯 왕비와 15명의 자녀들에게 지극한 애정을 보였다. 그러나 미국 식민지 상실로 인한 심리적 충격 등으로 점차 불안정해졌고, 기억력 저하, 과다한 언어 사용, 과도한 성적 언행, 심지어 푸른색 소변을 보이기까지 하였다.
이러한 상황에서 황태자 조지(훗날 조지 4세)는 섭정 자리를 염두에 두고 사태를 악화시키려 했다. 아버지의 끊임없는 간섭에 답답함을 느끼던 그는 자유를 갈망했으며, 특히 배우자 선택의 자유를 원했다. 1785년, 그는 비밀리에 캐톨릭 신자인 피츠허버트 부인과 결혼식을 올렸으나, 이는 국왕의 승인 없이 불법일 뿐만 아니라 승계 자격을 박탈당할 수 있는 중대한 문제였다. 그는 폭스의 지지를 등에 업고 있었으며, 폭스는 노예무역 폐지와 미국과의 화해를 추진하고 있었다.
황태자는 국왕의 상태를 악화시키기 위해 헨델의 음악 연주회를 기획했고, 예상대로 국왕은 연주를 방해하고, 귀부인에게 음담패설을 하며, 급기야 아들에게 폭력을 휘두르기에 이르렀다.
이후 국왕은 샬롯 왕비에게 자신에게 무언가 문제가 있다는 사실을 고백하지만, 황태자의 지시에 따라 두 사람은 강제로 격리된다. 황태자의 주치의인 워렌 박사는 당시 의학 수준에 따라 국왕에게 관장과 부항 등 고통스러운 치료를 실시한다.
그러던 중, 펨브룩 부인이 자신의 시어머니를 치료했던 프랜시스 윌리스 박사를 추천한다. 그는 링컨셔에 있는 요양 농장에서 환자 스스로 자존감을 회복할 수 있도록 돕는 방식의 새로운 치료법을 사용하였다. 그는 “억제와 대립은 인간의 성격을 단련시킨다”고 말하며, 국왕이 욕설과 망상에 빠질 때는 구속하거나 입을 막는 방식으로 절제 훈련을 시도했다.
국왕은 이후 큐(Kew) 궁으로 이송되며, 그곳에서 수치스러운 모습으로 실랑이를 벌인다. 윌리스는 "자기 자신을 다스릴 수 있을 때 타인을 다스릴 자격이 있다"고 단언하며 치료를 계속한다. 초반에는 거부 반응을 보이던 국왕도 점차 통제를 되찾기 시작했고, 스스로 식사를 하자 주변에서 박수가 이어졌다. 그러나 망상은 여전히 남아 있었다.
한편, 휘그당은 점차 민심을 잃어가던 피트 내각을 상대로 섭정법안을 추진하고 있었다. 이 과정에서 왕세자의 결혼을 입증할 수 있는 자료가 있었지만, 추밀원장 털로 경은 이를 은폐한다. 결국 폭스는 승리해 섭정법안이 인쇄에 들어간다.
하지만 털로는 국왕을 찾아가 셰익스피어의 『리어왕』 구절을 함께 낭독하며 감정을 나누고, 국왕은 오랜만에 "뭐라? 뭐라!"라는 익숙한 말을 되뇌며 정신이 맑아졌음을 드러낸다. 그의 소변 색도 정상으로 돌아온다.
결국 국왕과 털로는 의회에 나타나 섭정법안을 저지하고, 황태자는 자신의 결혼을 시인하고 피츠허버트를 멀리하겠다고 약속한다. 국왕은 이후 자신을 도왔던 이들을 모두 내보내고, 샬롯 왕비와 자녀들과 함께 다시 공적 생활에 나선다.
성 바울 대성당 앞에서 환호하는 시민들 앞에 모습을 드러낸 왕실 가족을 보며, 윌리스 박사는 조용히 군중 속으로 사라지고, 피츠허버트 부인은 미소를 지으며 그 모습을 지켜본다.
"우리는 모범적인 가족이 되어야 합니다. 국민에게 우리가 행복하다는 걸 보여줘야 하죠. 그러니 웃으세요, 손을 흔드세요. 그것이 우리의 역할입니다."
국왕의 말은 그렇게 마무리된다.

## 출연

### 주연
- 나이젤 호손
- 헬렌 미렌
- 이안 홈

### 조연
- 안소니 캘프
- 아만다 도노호
- 루퍼트 그레이브즈
- 제프리 파머
- 줄리안 워드험
- 존 우드
- 루퍼트 에버릿

## 한국어 더빙 성우진(MBC, 1998년 4월 11일)
- 황일청 - 조지 왕 (나이젤 호손)
- 이선영 - 왕비 (헬렌 미렌)
- 김태훈 - 윌리스 박사 (이안 홈)
- 이인성 - 웨일즈 왕자 (루퍼트 에버릿)
- 김현직
- 이영달
- 한규희
- 김기현
- 이명숙
- 이도련
- 이윤연
- 이종혁
- 안지환
- 최원형
- 박조호

## 기타
- 원작자: 앨런 베넷
- 라인프로듀서: 마크 쿠퍼
- 미술: 켄 애덤
- 세트: Carolyn Scott
- 의상: 수 허니본
- 의상: 마크 톰슨
- 배역: 셀레스탸 폭스